# Una modesta proposición

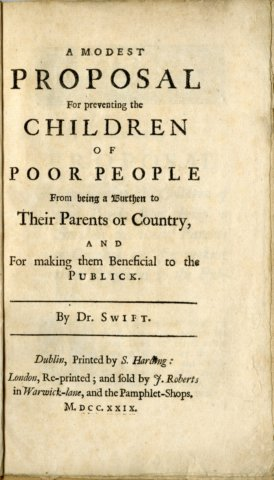
Imagen de la portada de "Una modesta proposición" de Jonathan Swift.

Una modesta proposición (A Modest Proposal) es un ensayo satírico escrito por Jonathan Swift en 1729. El ensayo propone resolver el problema en Irlanda de campesinos inquilinos que no pueden alimentar a sus hijos porque los propietarios son inflexibles sobre el arriendo. Después de discutir el problema, sugiere una solución nueva: los padres deben vender sus hijos a los terratenientes ricos para que se los coman. Muchos contemporáneos de Swift no entendieron la intención satírica del ensayo de Swift y obtuvo críticas por su escrito de excepcional "mal gusto".
El objetivo del autor es enfrentar a la sociedad irlandesa con las condiciones deplorables de los jornaleros y campesinos de su país. Sus vehículos de transmisión eran el sarcasmo, la ironía y el humor negro. La obra se ha convertido en un referente indiscutible del género ensayístico.

## Las repercusiones sociales de la obra
Las repercusiones sociales del texto de Swift en la cultura moderna han refractado en usos ideológicos diversos en el lenguaje, llevando la producción de sentido de esta obra a más allá de los debates sobre el hambre y las injusticias de la pobreza. 
“Una modesta propuesta para evitar que los hijos de los pobres sean una carga para sus padres o su país, y para hacerlos útiles al público”, tal cual es su título completo, también ha pasado a representar una marca de estilo para ironizar sobre la naturalización de la realidad social. Este estilo de sátira lo podemos remontar a la crítica social de la tradición humanista de Europa continental, característico de Rabelais y Cervantes en el siglo XVI. Luego, en el Siglo de las Luces, cuando la sátira tiene su época de oro con Voltaire, este género literario tendría también su evolución en las islas británicas con Jonathan Swift. La humilde proposición de Swift (según sus palabras, “Por lo tanto, propongo humildemente”) consiste en solucionar la miseria del campesinado pobre de Irlanda aceptando comer a sus hijos, y así mejorar la dieta de los ricos terratenientes, porque, en definitiva, se trata de gente condenada a la miseria. 
Representando una forma de crítica política y social de los valores de la modernidad, las referencias a esta obra la han convertido en un lugar común para representar el sarcasmo con la incorrección política, en tanto estrategia práctica de enunciación. Sus apropiaciones posteriores retoman las formas con que el discurso de Swift democratiza la crítica política dándole acceso a la voz del otro y llevarla a los problemas cotidianos, abriendo el campo del discurso político a la interpelación de “los de abajo” sobre la realidad social impuesta “desde arriba”.

## Análisis estilístico
Desde el análisis estilístico de la crítica social en el enunciado, la praxis social del autor está íntimamente relacionada con la protesta social, en un momento histórico del siglo XVIII, en que la modernización de la política en Europa genera nuevos usos discursivos de los géneros literarios tradicionales. En el ensayo satírico, género literario del que Swift toma ciertas fórmulas composicionales, se consigue el efecto de disrupción de lo lógico en que consiste su tono humorístico. Con su estilo discursivo de parodiar mediante la satirización y el humor negro, el enunciado de “Una modesta propuesta” ataca con ironía a la proposición indolente de las élites británicas sobre la miseria de los campesinos irlandeses.
Reconociendo la alteridad implícita en todo discurso, el sujeto del enunciado se va a reflejar en “los ecos del cambio de los sujetos discursivos y de sus interrelaciones dialógicas se perciben en estos casos con claridad” (Bajtín, 1982: 283). Al nivel de los tropos retóricos, la heteroglosia se encuentra en el desdoblamiento del sujeto del enunciado, mediante la cual se compone la ironía, buscando “hacer oír la voz de otro capaz de realizar una afirmación absurda de la cual el enunciador básico no se hace responsable” (Filinich, 2013: 46). 
En especial, en el sarcasmo se ejecuta una burla mordaz, dura, ofensiva. En este sentido, el sarcasmo es un tipo de ironía, siendo que la ironía es una reacción más moderada que el sarcasmo, pues no tiene como objetivo burlarse u ofender, sino más bien acusar, implicar, desenmascarar algo que nadie quiere decir. Atacando la visión del mundo de la clase dominante de la época, la conclusión del argumento consiste en suspender el orden lógico de los valores morales cristianos para remontar una ficción burlesca de los informes técnicos sobre la problemática de las diferencias de clase. 
Como estrategia argumentativa, el modo que usa la ironía rompe con la lógica de valores morales del auditorio, burlándose de las soluciones de perogrullo (como las formulaciones de los tory, partido conservador inglés, a los que va dirigida la burla de Swift), las cuales, a fin de cuentas, buscan no cambiar nada. La parodización de una supuesta propuesta elevada por técnicos burócratas en los parlamentos modernos, funcionales al pragmatismo de los gobiernos, también se presenta con la selección léxica, coherentes con el lenguaje culto usado para un auditorio entendido, en palabras como “esquema”, “calculo”, “proposición”, “plan”, y fraseológica como en “habiendo volcado mis pensamientos durante muchos años sobre este importante asunto”. Así, el ataque se expresa como satirización, particularmente a través del sarcasmo, figura que consiste en el empleo de la ironía o la burla, usado en la literatura y en el arte de hablar en público. La sátira, género literario rico en sarcasmos, pretende mostrar y ridiculizar los defectos de una sociedad, centrándose en un tema en particular. 
La relación que adopta el tema y la composición en el estilo de “Una modesta propuesta” lleva al autor a romper con el orden de los valores dominantes. La propuesta de Swift juega con exacerbar la valoración de lo humano dentro del eje posesión de la tierra y trabajo de los campesinos, llevándolo al extremo radical de como si se tratase de la relación entre la carne y el hambre. En la sociedad occidental, esta relación estructurada entre el deseo y la necesidad, es la que se aplica en general a cómo los humanos tratamos a los animales que sirven de comida. La obra se opone a la desigualdad social, pero lo gracioso de su solución es el abismo que existe entre la sugerencia y los valores morales de la sociedad en la que se presenta. El efecto burlesco es el desplazamiento con que se confunde la estructura social con una estructura opuesta, como la que reduce a la humanidad a sus aspectos naturales, en este caso, desde el punto de vista más utilitarista, como recurso alimentario. Mediante el ethos discursivo del locutor que satiriza rompe con los valores morales generales que representan a los terratenientes ingleses, se exponen las contradicciones de un sistema social orquestado por sus intereses. La intención del discurso no deja de ser la de convencer con razones éticas y persuadir movilizando los sentimientos del auditorio.
El efecto de incomodidad se construye incrementando de a poco el sentido de la diferencia en la política de los razonamientos que cavila el autor. El entimema plantea la diferencia entre la miseria de la mayoría y la bonanza de la minoría desde la similitud de un niño pobre con un ciervo, concluyendo en que estos últimos son abundantes como recursos. El texto comienza presentando un tema serio como la miseria de los mendigos que habitan las calles, pero pronto se empieza a barajar la posibilidad del comercio infantil, aunque se descarta por sus desventajas, a la manera del recorte sobre el objeto de estudio, aunque soslayando las influencias ideológicas de clase, justificado por su visión moderna y cientificista del mundo hasta deshumanizar a los pobres. La construcción humorística de la incomodidad como significante político de la obra articula paulatinamente el tropo del sarcasmo, acercándose a la mitad del texto cada uno de sus entimemas hacia el pico de incorrección política de la propuesta: La aceptación del canibalismo infantil. 
“Me ha asegurado un joven americano muy entendido que conozco en Londres, que un tierno niño saludable y bien criado constituye, al año de edad, el alimento más delicioso, nutritivo y sano, ya sea estofado, asado, al horno o hervido; y yo no dudo que servirá igualmente en un fricasé o en un guisado”.
Desde este punto no hay vuelta atrás en la relación política entre el enunciado y su auditorio. El autor expresa la alteridad en su enunciado, pero como es desde la ironía satírica, la propuesta del canibalismo infantil se vuelve falsa, ante una apelación a la incomodidad del auditorio para manifestar un reclamo. De esta manera, analizar las huellas de la subjetividad en la obra nos muestra al sujeto del discurso desdoblándose en los planos del enunciado y la enunciación. De acuerdo con Filinich, por un lado, a nivel enuncivo se presenta el “yo” del sujeto del enunciado, un enunciador ingenuo, ficticio, burlesco, explícito, relativo a “lo dicho”; por otro, a nivel enunciativo se despliega el “yo” de la enunciación, el enunciatario irónico, verdadera voz del autor, cuyo sentido es serio, relativo al “decir” e implícito a la acción de comunicar. El enunciador irónico muestra su superioridad mediante la burla o la ridiculización de los interlocutores ingenuos, sacando provecho de la doble situación comunicativa, económicamente presentada, pues "ironista que se queda con la última palabra, tiene siempre una posición de poder” (2013: 47). 
La subjetividad en el enunciado aparece en las huellas con que dos sujetos son enunciados. Con respecto al sujeto del enunciado, éste se expresa mediante los subjetivemas. En la obra analizada, los “subjetivemas afectivos” proyectan la imagen del sujeto del enunciado expresándose con distancia y desafección por la condición humana de los pobres. Así, la parodia asume a la desigualdad social como parte de las diferencias naturales entre la miseria y la opulencia. En ese sentido, se compara los beneficios que los niños pobres presentan como reemplazo de la carne de ciervo. En la conclusión se exponen las ventajas que daría esta propuesta a la sociedad, en donde el uso lexical hace referencia a los destinatarios del ataque, como principales beneficios del orden social que se está burlando: 1.- La Iglesia en “los papistas que nos infestan anualmente”; 2.- Los terratenientes que impiden a “Los arrendatarios poseer algo de valor”; 3.- El Estado Nacional, cuyo “dinero no saldrá del país”. 
En la parodia de “Una modesta propuesta”, el autor busca romper con la red de determinaciones sociodiscursivas hasta el punto extremo. En “Me ha asegurado un joven americano muy entendido que conozco en Londres” la parodia expone una imagen fictiva del sujeto del enunciado, cuya bufonada lo eximiría de rendir cuentas por lo que dirá en seguida. De esta manera, “subjetivemas evaluativos” marcan a este nivel de la subjetividad ordenando el enunciado más controvertido del texto de una manera particular, al referenciar geográficamente la procedencia de tan exquisito proyecto. En una suerte de enálage (construcción gramatical que consiste en cambiar la función normal de las partes de la oración o sus accidentes en el discurso), la anticipación de la procedencia de tal humilde proposición, con “joven”, “norteamericano”, “en Londres” hay una reorientación para interpretar el enunciado. De esta manera, el/los auditorio/s entienden cuál es la imagen del sujeto del enunciado que se burla del exotismo moderno de las relaciones coloniales y qué se ironiza con las alegoría a los valores promovidos en el párrafo, como ya dijimos, más importante del texto. 
El sujeto de la enunciación habla por sí mismo encubiertamente, ajustándose al código del sarcasmo. En cambio, el sujeto del enunciado toma la palabra de otros para representar la parodia de su imagen ficcionada de sí mismo. En palabras de Amossy, la subjetividad que así se construye no es un “sujeto de pleno derecho” en el sentido del ejemplo del enunciado del condenado a muerte que describe Víctor Hugo. En el caso de esta sátira, los “subjetivemas axiomáticos” son justamente la conclusión difícil de aceptar. No se borra al sujeto del enunciado a pesar del mal gusto de su proposición porque justamente en eso consiste la burla. Si bien el lenguaje lo que le permite constituirse en conciencia singular como agente, la ironía y el humor negro reorientan el sentido que debería reconocer el auditorio, donde esta clase de “polemista se disfraza de buen ciudadano”. 
Desde una perspectiva dialógica sobre el enunciado, la argumentación como el conjunto de técnicas de legitimación de las creencia y el comportamiento por el cual un enunciado aceptado lleva a una conclusión menos aceptable. En el mismo sentido, la aparente incompatibilidad de la voz del “yo” y el sentido moral de los valores con que se persuade, en realidad, es que “el locutor proyecta un ethos que le permite entrar en relación con el otro y hacer que sus puntos de vista sean compartidos”. 
Retomando a la Nueva Retórica, el locutor debe adaptar su discurso a la imagen que tiene del auditorio al que se quiere dirigir. Para ello, el autor usa el sarcasmo y el humor para dirigirse a un auditorio compuesto. Al respecto, Amossy, la “doble destinación” puede ser parte de “una situación de comunicación de la que el locutor es plenamente consciente. El “yo” puede dirigirse con conocimiento de causa a dos auditorios distintos con un discurso único que proyecta intencionadamente, a cada uno de los públicos, una imagen de sí a veces similar, a veces diferente pero en ambos casos debe cumplir distintas funciones” (2010: 14). 
En el caso de “Una modesta propuesta”, por un lado, se dirige a un destinatario directo, pero ficticio y en broma, el supuesto auditorio de un parlamento al que se le presenta el proyecto; por otro lado, un segundo destinatario es indirecto y real, pero tácito y al que se dirige seriamente sin explicitarlo, pero que su identidad aparece por factores contextuales, es decir, la clase terrateniente que oprime al campesinado. Lo que la parodia plantea es el abismo entre aborrecer el canibalismo infantil (valor ideológico, propio de su visión del mundo) y, al mismo tiempo, cargar con los niveles la explotación material y moral con que someten al campesinado (valor económico, referido a la acumulación del capital).
De este modo, la producción cultural en la sociedad de masas se apropian de los entimemas del oponente, dándole forma a una topología ideológica del discursos en cuya refutación se identifica la presencia implícita de topos con concepciones más democratizadoras del espacio social y de las voces que en él pueden participar legítimamente, y que se subordinaría a la concepción moderna del estilo discursivo.  